# Pulau-Pulau Penyu
Pulau-Pulau Penyu är öar i Indonesien.   De ligger i provinsen Moluckerna, i den östra delen av landet, 2 300 km öster om huvudstaden Jakarta.